# سه‌گنبدان
سه گنبدان ساری به بناها و مکان‌هایی در ایران که حالت سه گنبد را داشته باشند سه گنبدان گویند. در ایران چندین مکان با وجه تسمیه سه گنبدان وجود دارد. مهم‌ترین سه گنبدان در ساری است و مقبره فریدون شاه اساطیری ایران و سه فرزند او ایرج، سلم و تور می‌باشد.

## سه گنبدان کرمان
گنبد مشتاقیه که به سه گنبدان نیز شهرت دارد، از آثار دوران قاجار در شهر کرمان است.

## سه گنبدان فارس
استخر، قلعه شکسته، اشکنون (اشکنوان) سه کوه مجاور یکدیگرند نزدیک استخر (فارس) و از هرجای جلگه مرودشت و ابرج و رامجرد آن‌ها را می‌توان دید.
بیتی از شاهنامه
| بسه گنبدان ستخر گرین |  | نشستگه شاه ایران زمین |

## سه گنبدان کهگیلویه
مجموعه سه گنبدان مربوط به دوران‌های تاریخی پس از اسلام است و در شهرستان کهگیلویه، روستاه بوآی علیا واقع شده و این اثر در تاریخ ۲۵ اسفند ۱۳۷۹ با شمارهٔ ثبت ۳۳۵۱ به‌عنوان یکی از آثار ملی ایران به ثبت رسیده‌است.

## سه گنبدان کرج
مربوط به امامزاده زید و رحمان است. این امامزادگان از نوادگان جعفر صادق به‌شمار می‌روند. بقعه آنان که به سه گنبدان نیز شهرت دارد، در جنوب غربی روستای پلنگ آباد (بخش رحمانیه) در ۲۴ کیلومتری شرق اشتهارد، در کنار جاده کرج _اشتهارد واقع گردیده‌است. بنای بقعه مرکب از سر در ورودی و ساختمان اصلی است. بنای امامزاده متعلق به قرون ۷ و ۸ هجری است که از نظر معماری دارای وی‍ژگی خاصی بوده، و یکی از بناهای شاخص مذهبی در منطقه محسوب می‌شود.
این بنا دارای سه گنبدخانه و متعلق به سه دوره تاریخی است، بطوری‌که گنبد شرقی متعلق به دوره ایلخانی، گنبد غربی متعلق به دوره تیموری و گنبد شمالی در زمان صفویه به بنا الحاق شده‌است.
بقعه زید و رحمان به شماره ۷۵۵ در فهرست آثار تاریخی سازمان میراث فرهنگی کشور به ثبت رسیده‌است.